# 4-нітротолуен
4-нітротолуен (пара-нітротолуен) ― нітросполука з формулою {\displaystyle {\ce {CH3C6H4NO2}}}, один з трьох ізомерів нітротолуену.

## Фізичні властивості
За стандарних умов і кімнатної температури 4-нітролуен формує безбарвні або жовтуваті кристалами. Також має нестабільну форму, температура плавління якої нижча і становить 44,5 °С. Погано розчинний у воді, проте розчинний у більшості органічних розчинників.

## Отримання
4-нітротолуен отримують нітруванням толуену. При цьому утворюється суміш 2-нітротолуену, 3-нітротолуену та 4-нітротолуену, з якої дистилюють 2- і 3-нітротолуен, а залишок, що містять 4-нітротолен, критсталізують і очищують далі.
{\displaystyle {\ce {C6H5CH3 + HNO3->[H_2SO_4]C6H4CH3NO2 + H2O}}}

## Хімічні властивості

### Окиснення
При окисненні повітрям у метанольному розчині гідроксиду калію утворюється 4,4'-динітродибензил і 4,4'-динітростильбен:
{\displaystyle {\ce {4NO2C6H4CH3 + O2 -> 2NO2C6H4-CH2-CH2-C6H4NO2 + 2H2O}}}
{\displaystyle {\ce {2NO2C6H4CH3 + O2 -> NO2C6H4-CH=CH-C6H4NO2 + 2H2O}}}
При контрольованову електролітичному окисненні у суміші оцтової та сульфатної кислот утворюється 4-нітробензиловий спирт:
{\displaystyle {\ce {NO2-C6H4-CH3 ->[+O] NO2-C6H4-CH2OH}}}
Реакція з хроматною кислотою в розчині оцтової кислоти дає 4-нітробензальдегід:
{\displaystyle {\ce {3NO2-C6H4-CH3 + 4H2CrO4 -> 3NO2-C6H4-CHO + 7H2O + 2Cr2O3}}}
При електролітичному окисненні в присктності солей мангану чи при взаємодії з сильними окисниками відбувається повне окиснення до 4-нітробензойної кислоти.

### Відновлнення
При відновлненні цинковим порошком у гарячому водно-етанольному розчині хлориду кальцію утворюється 4-толілгідроксиламін:
{\displaystyle {\ce {2CH3C6H4NO2 ->[Zn][CaCl_2]CH3C6H4-NH-NH-C6H4CH3}}}
Відновлнення до 4-толуїдину відбувається або при взаємодії з воднем у присутності каталізатора, або електролітично, у розчині хлоридної кислоти:
{\displaystyle {\ce {CH3C6H4NO2 + 3H2 ->CH3C6H4NH2 + 2H2O}}}

### Реакції електрофільного заміщення
У реакціях електрофільного ароматичного заміщення замісник опиняється в положенні 2. Наприклад:
{\displaystyle {\ce {NO2C6H4CH3 + Cl2 ->[FeCl_3]NO2-C6H3ClCH3}}}
Якщо хлорування проводити без каталізатора, то хлорується метильна група, утворюючи 4-нітробензилхлорид:
{\displaystyle {\ce {NO2C6H4CH3 + Cl2->NO2C6H4CH2Cl + HCl}}}

## Використання
4-нітротолуен використовується для отримання різних сполук (включаючи 4-толуїдин), які є проміжними продуктами для отримання барвників, флюоресцентних відбілювачів та іншого.

## Токсичність
Викликає метгемоглобінемію, а також є канцерогеном для мишей, тому підозроюється у канцерогенності для людини.